# New Mexico Bootheel

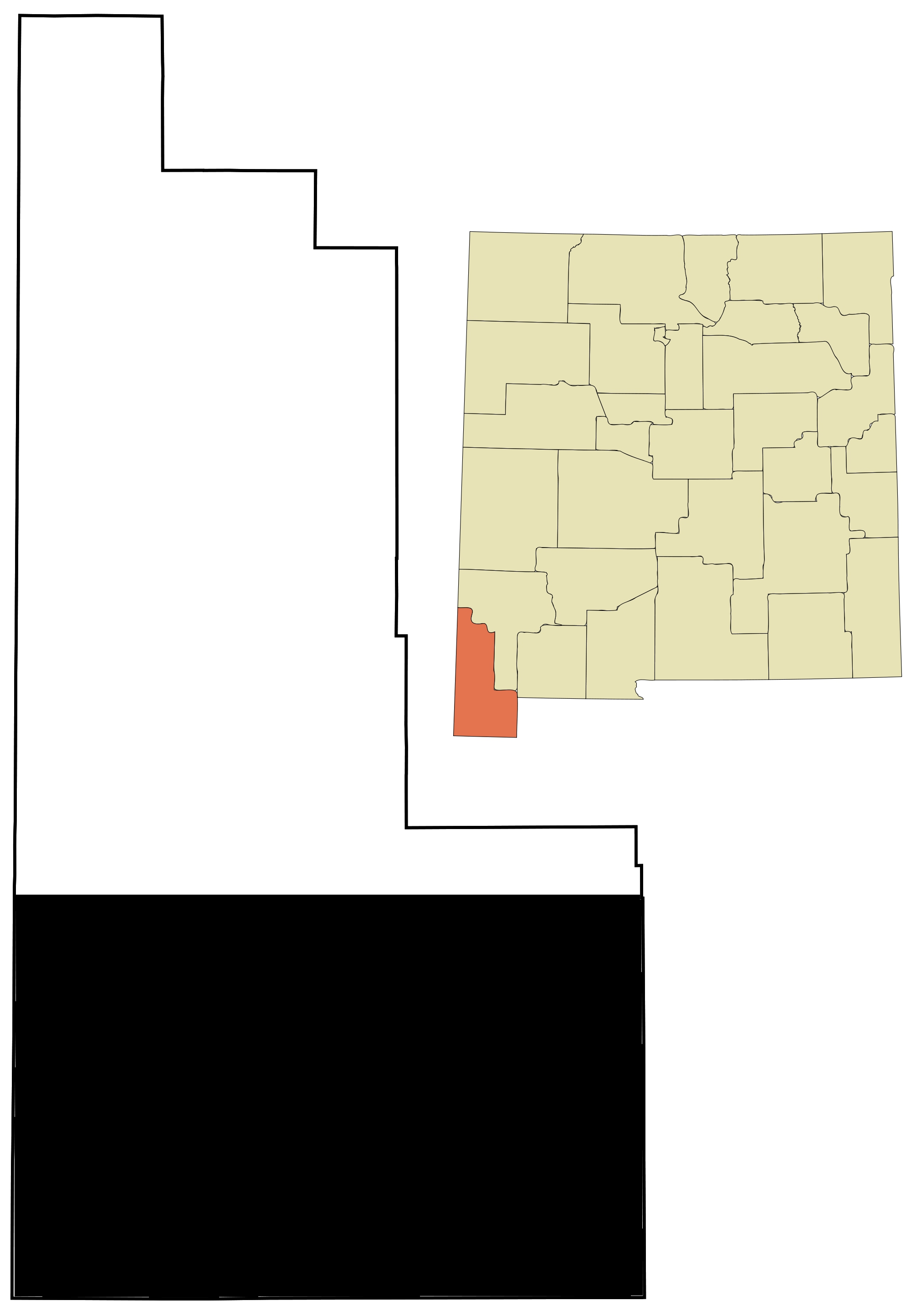
Ubicazione del New Mexico Bootheel all'interno della contea di Hidalgo e la localizzazione della contea di Hidalgo nello Stato del Nuovo Messico

Il New Mexico Bootheel (letteralmente "tallone del Nuovo Messico") è una regione che comprende l'angolo sud-occidentale del Nuovo Messico. Come parte dell'Acquisto Gadsden è delimitato ad est dallo stato messicano del Chihuahua lungo una linea a 31°47′00″N 108°12′30″W estesa a sud della latitudine 31°20′0″N a 31°20′00″N 108°12′30″W. Il confine meridionale del tallone è condiviso tra gli stati messicani di Chihuahua e Sonora lungo la latitudine 31°20′0″N, mentre il confine occidentale con l'Arizona è lungo il meridiano 109°03′0″W a 31°20′00″N 109°03′00″W, delimitando un'area di 50 a 30 miglia (48 km) e comprendente 1 500 miglia quadre (3 900 km²).

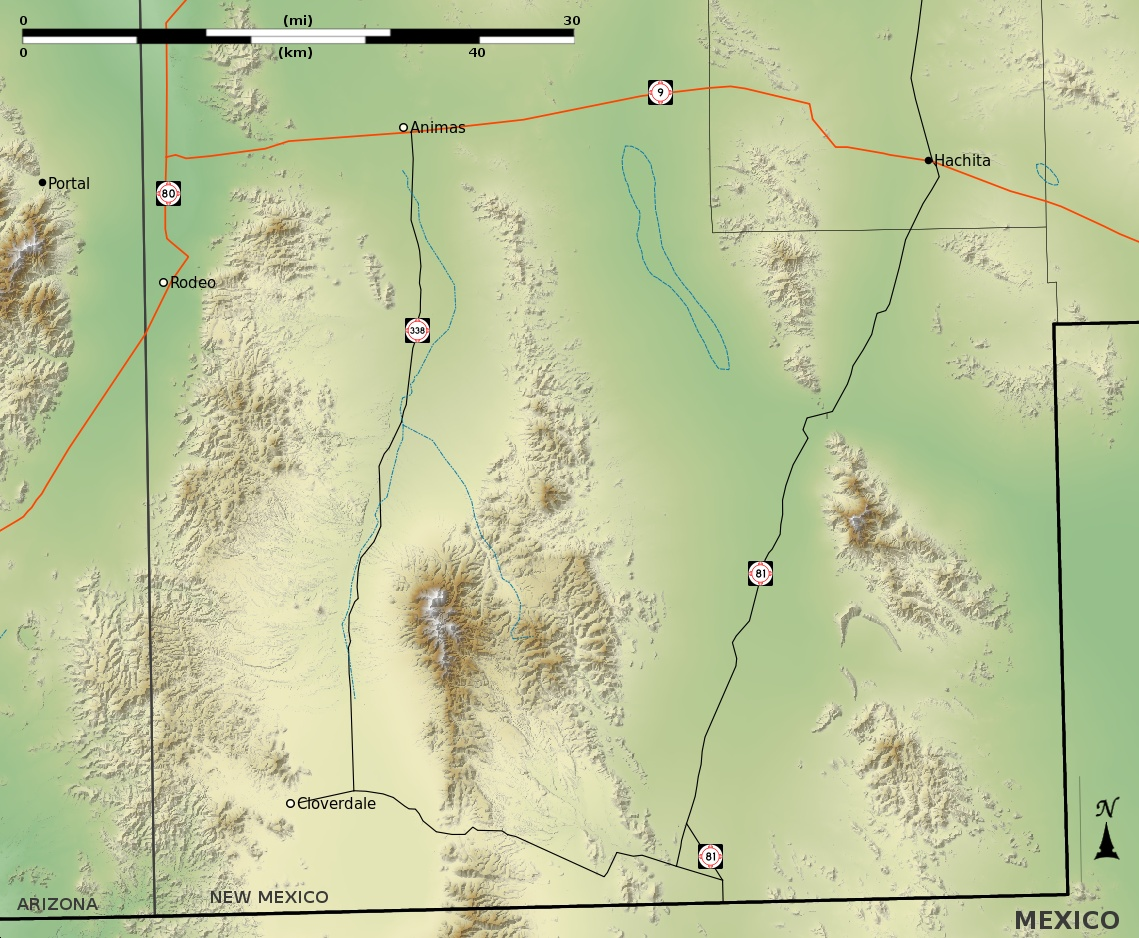
Mappa topografica del New Mexico Bootheel

È caratterizzato da una topografia a bacino e gamma, con tre catene montuose a nord e sud, le montagne Peloncillo, le montagne Animas e le montagne Big Hatchet, separate da quattro valli, San Simon Valley, Animas Valley, Playas Valley e Hachita Valley. Una sola strada attraversa appena a nord del tallone, la New Mexico State Road 9, mentre la New Mexico State Road 80 (ex US 80) costeggia il bordo occidentale che corre verso sud attraverso la San Simon Valley. Le altre due strade del tallone sono la State Road 338 che scende lungo la Animas Valley e la State Road 81 che corre da Hachita ad Antelope Wells, un incrocio di frontiera.
Il tallone è una regione scarsamente popolata (densità di popolazione <1 persona / miglio quadrato) nota soprattutto come area di allevamento del bestiame, qui si trova il ranch noto come "Diamond A Ranch" che copre 500-miglio-quadro (1 300 km²) nella Animas Valley, anche se l'estrazione mineraria ha giocato una parte nello sviluppo del tallone con la vecchia abbandonata città mineraria di Hachita. La proprietà della terra è divisa tra stato pubblico e territorio federale che copre gran parte delle catene montuose e delle terre private nelle valli. L'unico insediamento del Bootheel è Antelope Wells, mentre le cittadine di Rodeo, Animas e Hachita si trovano rispettivamente a nord-ovest, nord e nord-est. L'ex città mineraria di Playas di Phelps Dodge è oggi una struttura di formazione per il Dipartimento della Sicurezza Interna degli Stati Uniti d'America.